# Бумтанг (государство)
Королевство Бумтанг было одним из нескольких небольших королевств на территории современного Бутана до первого объединения под руководством Шабдрунга Нгаванга Намгьяла в 1616 году. После первого объединения королевство Бумтанг стало провинцией Бумтанг, одной из девяти провинций Бутана. Регион был примерно равен современному району Бумтанг. В 1907 году он был повторно включен в современное Королевство Бутан.
Королевство Бумтанг особенно выделяется среди многих современных ему бутанских княжеств, поскольку именно здесь впервые в Бутане укоренился буддизм. В королевстве также находится несколько мест, связанных с легендами Бутана. Королевство также является прародиной Династии Вангчук, которая принадлежала к числу местных правящих родов. В ранний период истории Бутана Бумтанг служил местом ссылки тибетских и индийских правителей, а также местом пребывания буддийского святого Пема Лингпы.

## Распространение буддизма

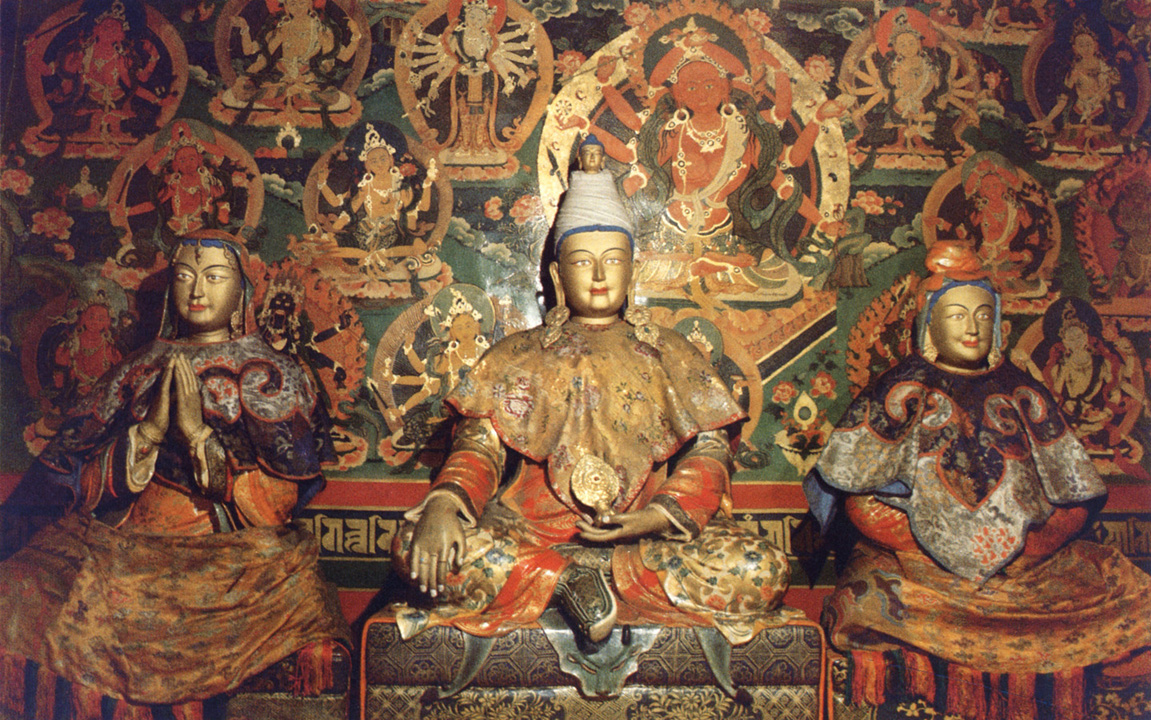
Сонгцэн Гампо

Буддизм впервые появился в Бутане в 7 веке нашей эры. Тибетский король Сонгцэн Гампо (годы правления 627—649), обращенный в буддизм, приказал построить два буддийских храма — в Бумтанге в центральной части Бутана и в Кьичу (около Паро) в долине Паро.
Буддизм заменил, но не ликвидировал религиозную практику Бон, которая также была распространена в Тибете до конца VI века. Вместо этого буддизм вобрал в себя Бон и его последователей. По мере развития страны в её многочисленных плодородных долинах буддизм развивался и становился объединяющим элементом. Именно буддийская литература и хроники положили начало письменной истории Бутана.
Буддизм начал активно распространяться в 746 году при царе Синдху Раджа (Sindhu Rāja) (также Кюнджом; Сендха Гьяб; Чакхар Гьялпо), изгнанном индийском царе, который основал правительство в Бумтанге во дворце Чакхар Гутхо. Король вел войну с королем Навучхе, другим индийским королем на юге, во время которой король заболел физически из-за одержимости демоном Бон. Как сообщается, болезнь царя была вызвана потерей его сына Тала Мебара в войне, а также последующим отказом от своего духа-хранителя («Пхола») и совершением различных нечистых поступков. Это заставило Селинга Карпо, начальника лхадай (богов и демонов), отозвать душу царя.
По совету малого фьефа Синдху Раджа (Sindhu Rāja) пригласил Падмасамбхаву изгнать демона и вылечить его болезнь. По прибытии святой попросил тантрическую супругу (Зунгма), и в ответ царь предложил свою дочь Лхачиг Бумден Цомо (Менмо Таши Кьеден), которая обладала двадцатью одним знаком Дакини. Поймав демона и обратив его в буддизм, Гуру Ринпоче исцелил царя Бумтанга. Сам король также обратился в буддизм и основал несколько мест паломничества, включая храм Кудже (Kuje). В результате многие горы и божества, которым поклонялись Бонпа, были вобраны в местный буддизм.
Дочь царя отправилась жить в пещеру Дорджи Цепа, где медитировал её Учитель. Она исполняла роль Дупдемо, в обязанности которого входило приносить воду и помогать Учителю в его религиозной деятельности. Её стали называть Мачиг Бумден («мать-одиночка») из-за её достойного религиозного служения.

## Бумтанг в легендах

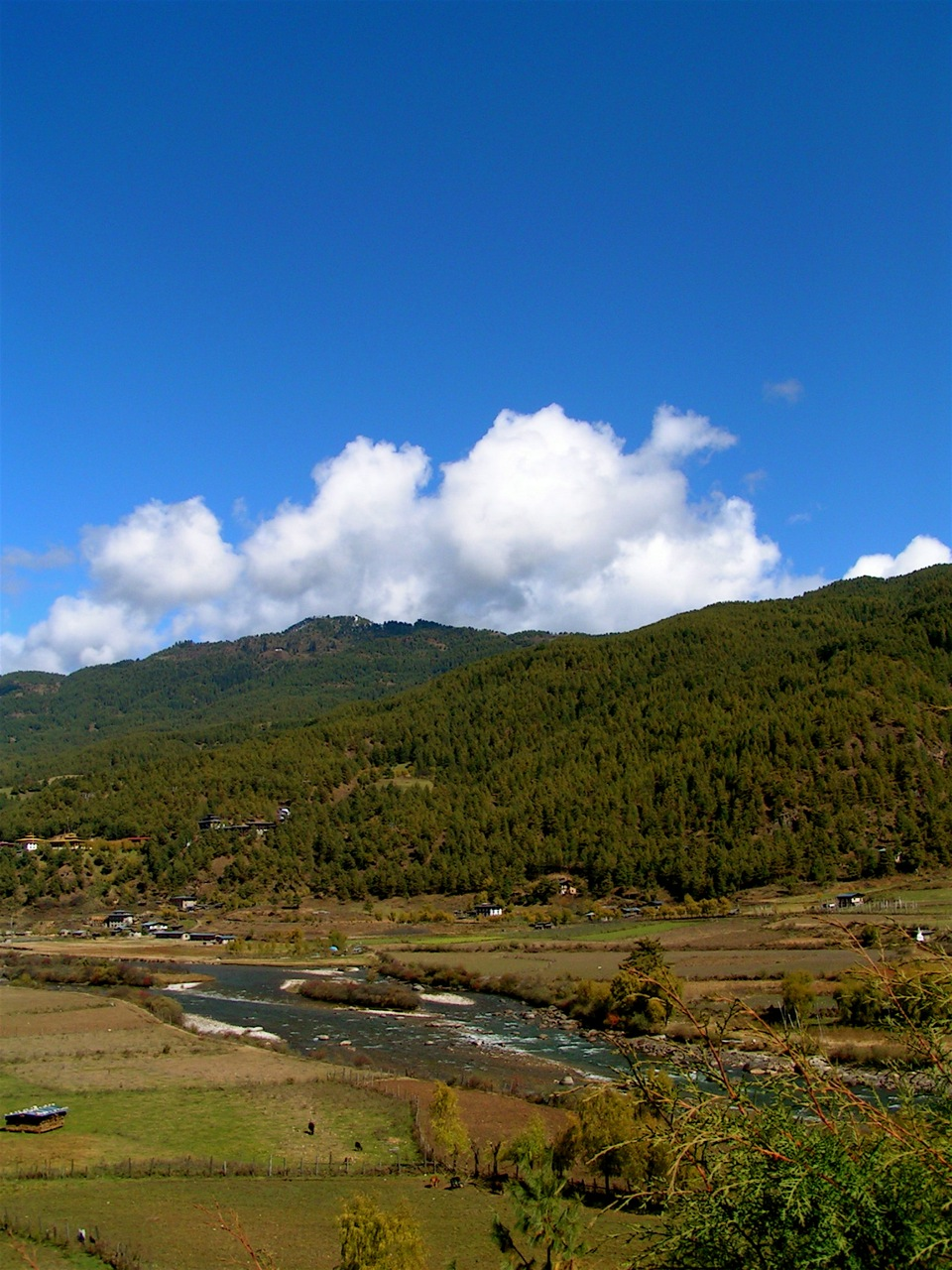
Природа Бумтанга

Королевство Бумтанг занимает важное место в некоторых легендах древнего Бутана. Самая древняя из них связана с известным храмом Джакар. Джамбей-лакханг в Бумтанге, согласно легенде, был одним из 108 храмов, построенных за одну ночь Сонгцэном Гампо (605 или 617?-649). Джамбей-лакханг был разрушен демонами, которые мешали его восстановлению. Чтобы прогнать их, жители деревни танцевали обнаженными под полной луной, что привело демонов в смятение и панику. В честь этой легенды в лакханге ежегодно проводится местный танцевальный фестиваль.
Некоторые поздние буддисты в регионе считали, что корни их традиции, предшествовали самому буддизму и вели свою линию передачи от царя Дриме Кундене и предыдущих воплощений Будды, между 2000 и 1000 гг. до н. э.
Мебарцо, или Горящее озеро, названо в честь легенды о ламе Пема Лингпе, который вошел в озеро, чтобы найти священное сокровище (Терму), и вышел не только с сокровищем, но и с горящей лампой.
Легенда также гласит, что в древние времена один усердный лама построил чортены вдоль дороги в Бумтханге, чтобы распространять буддизм. Он назвал каждый чортен с суффиксом -джи, что означает «ягода», после того как по дороге упали гроздья его благословенных ягод.

## Объединение

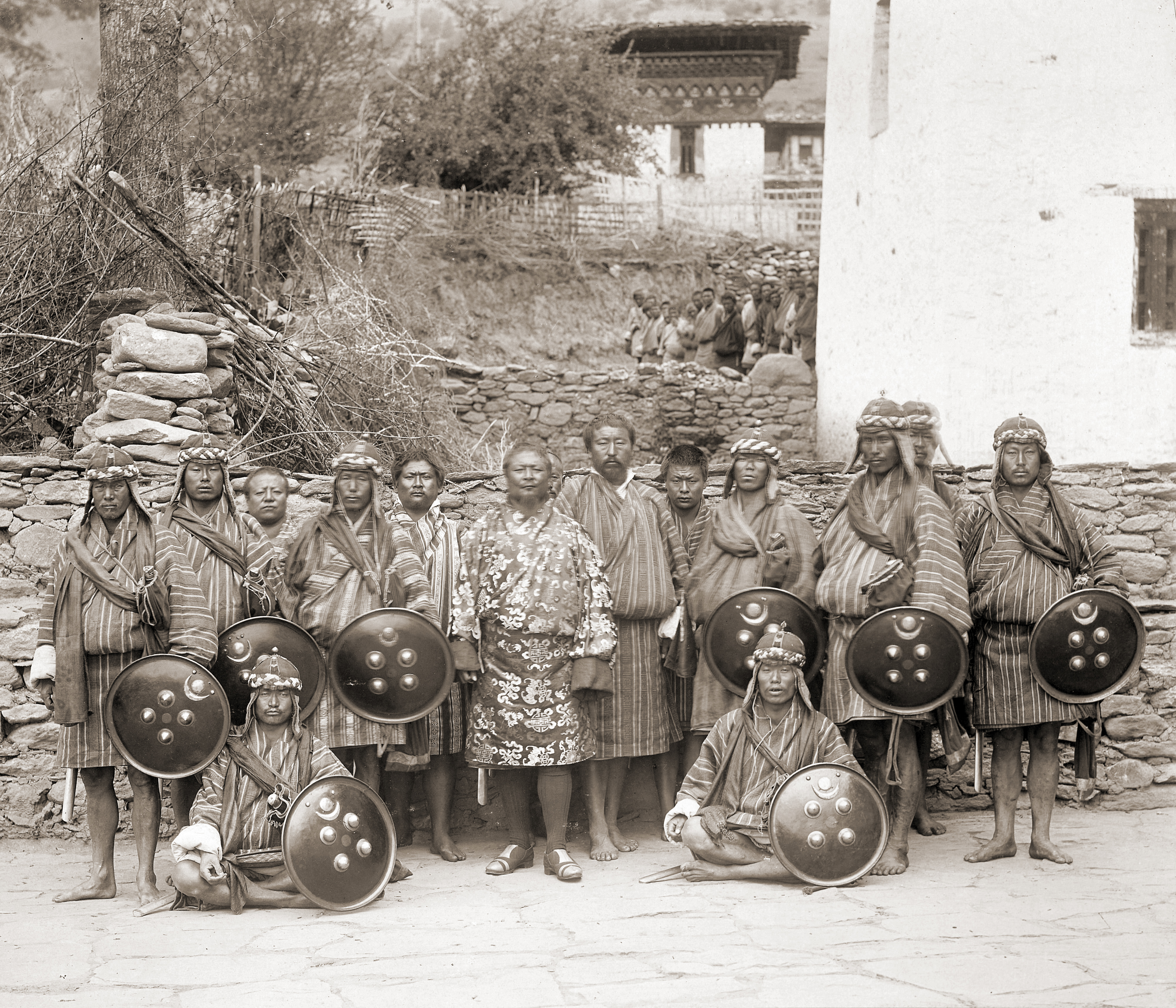
Пенлоп Тронгсы Угьен Вангчук, глава Тронгсы, Паро и де-факто глава провинции Бумтанг

Упадок королевства Бумтанг начался с объединения Бутана Шабдрунгом Нгавангом Намгьялом в 1616 году. Шабдрунг, отбиваясь от вторжений из Тибета, позже установил действенный контроль над центральным и восточным Бутаном, включая Бумтханг, после ряда сражений с помощью своего лейтенанта Чогьяла Минджура Тенпы (1613—1680; п. 1667—1680). Минджур Тенпа был первым пенлопом Тронгсы (Тонгсаба), назначенным Шабдрунгом Нгавангом Намгьялом. Он родился Дамчо Лхундруб в Мин-Чуд, Тибет, и с детства вел монашеский образ жизни. До назначения Тонгсабом он занимал должность Умзея (мастера песнопений).
Верный сторонник Шабдрунга, Минджур Тенпа был послан покорить королей Бумтанга, Лхунце, Трашиганга, Жемганга и других владык из Дзонга Тронгсы. После этого Тонгсаб разделил свой контроль на востоке на восемь областей (Шачо Кхорло Цегай), надзор за которыми осуществляли дунгпы и кутшабы (гражданские служащие). В дальнейшем он построил дзонги Джакар, Лхунце, Трашиганг и Жемганг. С этого времени статус независимого королевства был сведен к полунезависимой провинции Бумтанг, Дзонгпен(губернатор) которой подчинялся Тронгсе.

## Наследие
Наследие королевства Бумтанг находит свое выражение в его религиозном и политическом статусе в современном Бутане. Бутанская аристократия, включая современный королевский дом Вангчук, ведет свое происхождение из королевства Бумтаанг.

### Знать Бумтанга
Знать Бумтанга представляет собой широкий исторически сложившийся аристократический класс в регионах Бумтанг, Кхенг и Монгар (Жонгар). Местный титул для таких знатных семей — дунг (Дзонг-кэ: དུང་/གདུང་; Вайли: дунг/гдунг; «кость, рог, раковина»). Две основные ветви знати — Ура и Монгар. Как таковые, существуют две традиционные версии происхождения родовой знати: традиции Ура и Монгар. Обе они связаны с утверждениями о полубожественном происхождении и восходят к исторической личности Лхаванг Драгпа, который был родом из центрального Тибета.
Согласно истории из местности Ура, после смерти короля Чикхатаро у королевства не было наследника. Поскольку подданные Бумтанга ссорились, они также молились Богу Небес. Бог Небес послал своего сына, который вошел в тело деревенской женщины, родился под именем Лхагон Пелчен и стал королем. Через три поколения царский род снова угас, но не раньше, чем внук Лхагон Пелчена дал указания найти его следующее воплощение. Его выжившие отправились в центральный Тибет и стали сбрасывать фрукты из региона Монпа, похитив ребёнка, собравшего больше всех, и вернув его в Уру. Этот юноша стал Лхавангом Драгпой. Став взрослым, он изучил свое происхождение и обнаружил, что происходит от сына тибетского царя Ландармы. Обрадованный своей королевской родословной, он остался в Бумтанге и женился на знатной женщине из Тронгсы (Чокхор).
Согласно версии из Монгара, Бог Неба в облике змеи оплодотворил суженую царя Дангсамкха. Ребёнок принял облик рыбы и попал в сети рыбака, который решил сохранить ему жизнь, обнаружив, что он умеет говорить. Рыба превратилась в ребёнка, пока рыбак был на работе, выполняя работу для своего хозяина. Когда он был в таком виде, рыбак однажды выбросил рыбью кожу, оставив ребёнка человеком. Полубог стал вождем региона и получил контроль над Ура и Монгаром. Перед смертью он предсказал, что перевоплотится в ребёнка в центральном Тибете, который соберет больше всего раковин. Этим ребёнком оказался Лхаванг Драгпа.
В Бумтанге появились и другие независимые знатные семьи. Эти семьи называются Шелнго. После убийства Ландармы в 841 году семья его убийцы, Лхалунга Пелкии Дордже, по сообщениям, бежала в Бумтанг через Пхари и Паро и далее в Куртед через Лходру. Один из родов Бумтанга стал Пенлопом Тронгсы, а остальные правили некоторыми восточными районами.

### Династия Вангчук

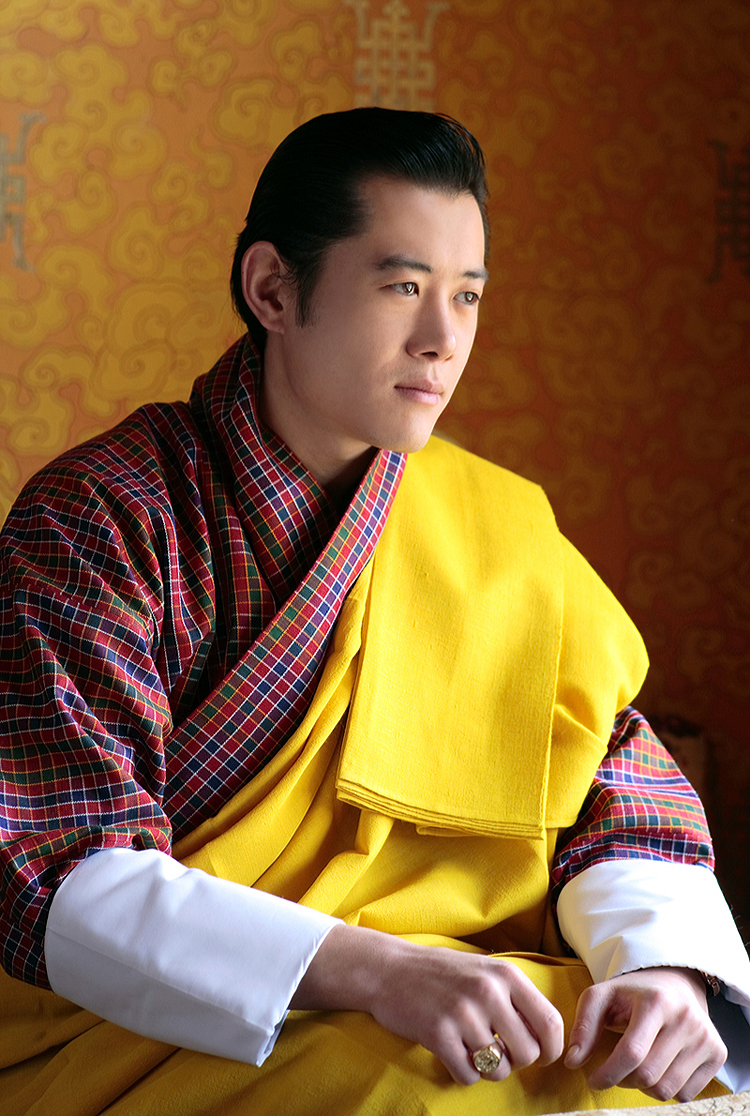
Король Бутана Джигме Кхесар Намгьял Вангчук 16-й Пенлоп Тронгсы, глава Династии Вангчук

Королевство Бумтанг является исконной территорией дома Вангчук. Семья Вангчук возникла в регионе Бумтанг в центральном Бутане задолго до объединения Бутана. Семья принадлежит к клану Ньё и происходит от Пема Лингпы, бутанского святого Ньингми. Клан Ньё возник как местная знатная семья, вытеснив многие старые аристократические семьи тибетского происхождения, которые перешли на сторону Тибета во время вторжения в Бутан. В результате клан занял наследственную должность Пенлопа Тронгсы, а также важные государственные и местные правительственные посты.
Пенлоп Тронгсы контролировал центральную часть Бутана; соперничающий с ним Пенлоп Паро контролировал западную часть Бутана; а дзонгпоны контролировали территории вокруг своих Дзонгов. Пенлоп Паро, в отличие от Тронгсы, был должностью, назначаемой центральным правительством Друк Деси. Поскольку через западные районы, контролируемые пенлопом Паро, проходили прибыльные торговые пути, он стал объектом соперничества между аристократическими семьями.
Хотя Бутан в целом поддерживал благоприятные отношения как с Тибетом, так и с Британской Индией на протяжении 19 века, расширение британской власти на границах Бутана, а также вторжения тибетцев в британский Сикким привели к политическому противостоянию протибетских и пробританских сил. Этот период интенсивного соперничества между западным и центральным Бутаном и внутри них, в сочетании с внешними силами из Тибета и особенно Британской империи, создал условия для прихода к власти Пенлопа из Тронгсы.
После Дуарской войны с Великобританией (1864-65 гг.), а также значительных территориальных потерь (Куч-Бихар 1835 г.; Ассам и Дуары 1841 г.), вооруженный конфликт переместился внутрь страны. В 1870 году, на фоне продолжающихся гражданских войн, 10-й Пенлоп Тронгсы Джигме Намгьял взошел на пост Друк Деси. В 1879 году он назначил своего 17-летнего сына Угьена Вангчука пенлопом Паро. Джигме Намгьял правил до своей смерти в 1881 году, с периодами отставки, во время которых он сохранял действенный контроль над страной.
Пробританский 12-й Пенлоп Тронгсы Угьен Вангчук в конечном итоге одержал победу над протибетским и антибританским пенлопом Паро после серии гражданских войн и восстаний в период с 1882 по 1885 год. После смерти отца в 1881 году Угьен Вангчук вступил в борьбу за пост Пенлопа Тронгсы. В 1882 году, в возрасте 20 лет, он совершил поход на Бумтанг и Тронгсу, завоевав пост пенлопа Тронгсы в дополнение к Паро. В 1885 году Угьен Вангчук вмешался в конфликт между Дзонгпенами Пунакха и Тхимпху, разграбил обе стороны и захватил Симток-дзонг. С этого времени должность Деси стала чисто церемониальной.